# John Temple (homme politique irlandais)
John Temple (25 mars 1632 - 10 mars 1705) est un homme politique irlandais, président de la Chambre des communes irlandaise et procureur général d'Irlande. Il est l'arrière-arrière-grand-père de l'homme d'État Henry John Temple, 3e vicomte Palmerston. Ses descendants dans la lignée féminine comprennent le célèbre poète Lord Byron.

## Biographie
Temple est né à Londres le 25 mars 1632. Il est le fils de John Temple et de sa femme Mary Hammond, fille de John Hammond, de Chertsey, Surrey. Il est le frère de William Temple, 1er baronnet, le diplomate et ami de Jonathan Swift. Il fait ses études à Christ Church, Oxford où il obtient un BA en 1649 et est admis à Lincoln's Inn le 4 mai 1650. Il obtient une maîtrise à l'Université de Cambridge en 1652 et est admis au barreau en 1657.
En juillet 1660, il est nommé solliciteur général pour l'Irlande, et en mai 1661, il est élu à la Chambre des communes irlandaise comme député de Carlow Borough et en septembre, il devient président du parlement irlandais. À la mort du roi Charles II en 1685, Temple, bien que fervent protestant, continue à exercer ses fonctions sous le catholique romain Jacques II et le reste jusqu'à la prise de pouvoir jacobite de 1689, qui implique l'exclusion de tout officier protestant en Irlande. Il s'enfuit en Angleterre et ses biens sont confisqués par le Parlement patriote. Il est fait chevalier le 15 août 1663.
À son retour en Irlande en 1691, il obtient la propriété de quelque 12 000 acres dans le comté de Sligo de terres confisquées aux Irlandais. Après la fin de la Glorieuse Révolution de 1688 avec la défaite des forces jacobites en 1691, il retourne en Irlande et occupe le poste de procureur général de l'Irlande jusqu'en mai 1695. Il se retire dans ses domaines d'East Sheen, au sud de Londres, et y meurt le 10 mars 1705.

## Famille
Temple épouse Jane Yarner (mort en 1708), fille d'Abraham Yarner (mort en 1677), le maître de Munster pour l'Irlande, en 1663 et a de nombreux enfants avec elle, dont au moins six atteignent l'âge adulte. Le fils aîné survivant, Henry Temple (1er vicomte Palmerston) (c.1673-1757) devient le premier vicomte Palmerston. Le fils cadet John, de Dublin, épouse sa cousine Elizabeth Temple, mais n'a pas d'enfants.
Temple a également quatre filles survivantes :
- Jane Martha (1672-1751) qui épouse d'une part John Berkeley (3e baron Berkeley de Stratton), et d'autre part Hans Willem Bentinck (1er comte de Portland), et a des descendants par son second mariage. Son portrait est peint par Michael Dahl. À l'avènement de la reine Anne, qui ne l'aime pas, elle se voit interdire la cour[6], mais revient en grâce sous George I, et devient la gouvernante des enfants royaux.
- Frances (morte en 1707) qui épouse le frère et héritier de Lord Berkeley, William Berkeley (4e baron Berkeley de Stratton), et a des descendants : par sa fille Frances, Lady Byron, elle est l'ancêtre du célèbre poète Lord Byron.
- Mary qui épouse Thomas Flower et est la mère de William Flower, 1er baron Castle Durrow.
- Catherine (morte en 1694), qui épouse d'abord Charles, fils unique de Robert Ward, premier et dernier des baronnets Ward de Killagh, et d'autre part Charles King.